# Ioan Tănăsescu
Ioan I. Tănăsescu (n. 1893 – d. 1947) a fost un general român care a luptat în cel de-al Doilea Război Mondial.
A absolvit Școala Militară de Ofițeri de artilerie în 1916. A fost înaintat la gradul de locotenent-colonel la 10 mai 1937 și la gradul de colonel la 10 mai 1941.
A fost decorat la 4 august 1945 cu Ordinul Militar „Mihai Viteazul” cu spade, clasa III, „pentru priceperea deosebită, curajul și inițiativa de care a dat dovadă în conducerea Diviziei sale pe câmpul de luptă, distingându-se în deosebi în luptele dela Nem-Pravno, cucerirea satului Tujnia și apoi a înălțimilor 8511, 974, 601, 701, 958 și 979 împreună cu localitatea Vrhovany, precum și în luptele
dela N. V. Zlin, unde determină retragerea inamicului pe care-l urmărește, spre Gradciani Brezno, Cremnice. De aceeași bravură a dat dovadă în luptele de la Lehotka unde prin o acțiune rapidă a reușit să zdobească rezistența dârză a inamicului”. Generalul Ioan Tănăsescu a fost scos la pensie la data de 1.1.1946.

## Decorații
- Ordinul „Steaua României” în gradul de ofițer (8 iunie 1940)[4]
- Ordinul „Mihai Viteazul” cu spade, cl. a III-a (4 august 1945)[2]